# 中国グランプリ
中国グランプリ（ちゅうごくグランプリ、中国GP, 英: Chinese Grand Prix, 中: 中國大獎賽）は、中国・上海市の上海インターナショナルサーキットで行われているF1レースである。

## 概要
1990年代以前から珠海国際サーキットを開催地として中国グランプリを実現させるという話はたびたび挙がっており、1998年以降はシーズン前にFIAが発表した暫定カレンダーにおいても珠海における中国グランプリがしばしば名を連ねたが、中国グランプリの初開催は2004年に上海におけるものとなった。
上海での開催にあたって、上海インターナショナルサーキットが新たに建設され、2004年に完成した。サーキットの建設には実におよそ2億4000万ドルもの巨費が投じられた。これはそれ以前に作られた世界中のあらゆるサーキットの中でも建設費として最高額であるとされている。

2011年2月、開催契約が2017年まで延長されたと地元上海の上海日報が報じた。2017年9月に開催契約が2020年まで延長された。
だが、2020年の新型コロナウイルス感染症の世界的流行の本格化により、2020年の開催は中止となり、翌2021年も最終的に中止となった。2022年は感染症対策による入国制限の問題をクリアできないとF1関係者は考えており、それもあり、暫定カレンダーの段階で外されていた。ただ、契約期間としては終了している状況であったが、将来的に復帰する可能性があるとコメントされており、2021年11月6日、2025年まで中国グランプリを開催することが発表された。これにより、契約上は2023年以降の開催が可能となり、同年の暫定カレンダーにも中国GPは記載されていたが、中国への入国規制が緩和されていないことを理由に4年連続の中止を決定した。その後、中国政府がゼロコロナ政策を大幅に緩和したためカレンダーへの復活が噂されたが、中止の決定は覆らなかった。
5年ぶりの開催となった2024年は、母国出身のドライバー周冠宇の存在もあってF1人気が高まったことで観客動員も増加して大成功を収め、同年12月に開催契約を2030年まで延長した。

## おもな出来事
2005年
ルノーとマクラーレンの間でコンストラクターズチャンピオンを争う最終戦となったが、マクラーレンのファン・パブロ・モントーヤが外れた排水溝の蓋を踏んでリタイアするという災難に遭い、ルノーが初のコンストラクターズタイトルを獲得した。
2006年
予選で苦戦したミハエル・シューマッハが、決勝ではルノー勢をかわして優勝し、ポイントランキング首位のアロンソに並んだ。これが彼にとって最後の勝利（91勝目）となった。
2009年
レッドブルのセバスチャン・ベッテルが優勝、マーク・ウェバーが2位となり、レッドブルがチーム初勝利を1-2フィニッシュで飾った。
2012年
メルセデスのニコ・ロズベルグが初ポールポジションから初優勝を達成。メルセデスワークスにとっては1955年イタリアGP以来、実に57年ぶりの勝利となった。
2015年
トロ・ロッソのマックス・フェルスタッペンが残り3周、ホームストレートでエンジンブローによりストップしたためセーフティカーが出動。マシン撤去に手間取ったためセーフティカーが走行したままレース終了となった。
2019年
F1世界選手権の通算1,000レース目として開催され、ルイス・ハミルトンが優勝し、メルセデスが1-2フィニッシュを飾った。
2020年
当初は4月19日に第4戦として開催される予定だったが、新型コロナウイルス感染症の世界的流行により中止が決定。以後2023年まで同感染症の影響により4年連続で開催が中止された。
2024年
5年ぶりに開催され、フェルスタッペンが中国GPを初めて制した。周冠宇は2022年のデビュー以来お預けとなっていた母国グランプリ初凱旋を果たし、レース後にコース上で感極まって涙を流した。

## 過去のレース結果
| 年          | 決勝日                                         | ラウンド                                       | サーキット                                     | 勝者                                           | コンストラクター                               | 結果                                           |
| ----------- | ---------------------------------------------- | ---------------------------------------------- | ---------------------------------------------- | ---------------------------------------------- | ---------------------------------------------- | ---------------------------------------------- |
| 2004        | 09月26日                                       | 16                                             | 上海                                           | ルーベンス・バリチェロ                         | フェラーリ                                     | 詳細                                           |
| 2005        | 10月16日                                       | 19                                             | 上海                                           | フェルナンド・アロンソ                         | ルノー                                         | 詳細                                           |
| 2006        | 10月01日                                       | 16                                             | 上海                                           | ミハエル・シューマッハ                         | フェラーリ                                     | 詳細                                           |
| 2007        | 10月07日                                       | 16                                             | 上海                                           | キミ・ライコネン                               | フェラーリ                                     | 詳細                                           |
| 2008        | 10月19日                                       | 17                                             | 上海                                           | ルイス・ハミルトン                             | マクラーレン-メルセデス                        | 詳細                                           |
| 2009        | 04月19日                                       | 3                                              | 上海                                           | セバスチャン・ベッテル                         | レッドブル-ルノー                              | 詳細                                           |
| 2010        | 04月18日                                       | 4                                              | 上海                                           | ジェンソン・バトン                             | マクラーレン-メルセデス                        | 詳細                                           |
| 2011        | 04月17日                                       | 3                                              | 上海                                           | ルイス・ハミルトン                             | マクラーレン-メルセデス                        | 詳細                                           |
| 2012        | 04月15日                                       | 3                                              | 上海                                           | ニコ・ロズベルグ                               | メルセデス                                     | 詳細                                           |
| 2013        | 04月14日                                       | 3                                              | 上海                                           | フェルナンド・アロンソ                         | フェラーリ                                     | 詳細                                           |
| 2014        | 04月20日                                       | 4                                              | 上海                                           | ルイス・ハミルトン                             | メルセデス                                     | 詳細                                           |
| 2015        | 04月12日                                       | 3                                              | 上海                                           | ルイス・ハミルトン                             | メルセデス                                     | 詳細                                           |
| 2016        | 04月17日                                       | 3                                              | 上海                                           | ニコ・ロズベルグ                               | メルセデス                                     | 詳細                                           |
| 2017        | 04月09日                                       | 2                                              | 上海                                           | ルイス・ハミルトン                             | メルセデス                                     | 詳細                                           |
| 2018        | 04月15日                                       | 3                                              | 上海                                           | ダニエル・リカルド                             | レッドブル-タグ・ホイヤー                      | 詳細                                           |
| 2019        | 04月14日                                       | 3                                              | 上海                                           | ルイス・ハミルトン                             | メルセデス                                     | 詳細                                           |
| 2020 - 2023 | 新型コロナウイルス感染症の世界的流行により中止 | 新型コロナウイルス感染症の世界的流行により中止 | 新型コロナウイルス感染症の世界的流行により中止 | 新型コロナウイルス感染症の世界的流行により中止 | 新型コロナウイルス感染症の世界的流行により中止 | 新型コロナウイルス感染症の世界的流行により中止 |
| 2024        | 04月21日                                       | 5                                              | 上海                                           | マックス・フェルスタッペン                     | レッドブル-ホンダ・RBPT                        | 詳細                                           |
| 2025        | 03月23日                                       | 2                                              | 上海                                           | オスカー・ピアストリ                           | マクラーレン-メルセデス                        | 詳細                                           |
| 出典:       |                                                |                                                |                                                |                                                |                                                |                                                |

## 優勝回数
いずれも複数回優勝者のみ対象とする。

### ドライバー
| 回数  | ドライバー             | 優勝年                             |
| ----- | ---------------------- | ---------------------------------- |
| 6     | ルイス・ハミルトン     | 2008, 2011, 2014, 2015, 2017, 2019 |
| 2     | フェルナンド・アロンソ | 2005, 2013                         |
| 2     | ニコ・ロズベルグ       | 2012, 2016                         |
| 出典: |                        |                                    |

- 太字は2025年のF1世界選手権に参戦中のドライバー。

### コンストラクター
| 回数  | コンストラクター | 優勝年                             |
| ----- | ---------------- | ---------------------------------- |
| 6     | メルセデス       | 2012, 2014, 2015, 2016, 2017, 2019 |
| 4     | フェラーリ       | 2004, 2006, 2007, 2013             |
| 4     | マクラーレン     | 2008, 2010, 2011, 2025             |
| 3     | レッドブル       | 2009, 2018, 2024                   |
| 出典: |                  |                                    |

- 太字は2025年のF1世界選手権に参戦中のコンストラクター。

### エンジン
| 回数  | メーカー   | 優勝年                                                     |
| ----- | ---------- | ---------------------------------------------------------- |
| 10    | メルセデス | 2008, 2010, 2011, 2012, 2014, 2015, 2016, 2017, 2019, 2025 |
| 4     | フェラーリ | 2004, 2006, 2007, 2013                                     |
| 2     | ルノー     | 2005, 2009                                                 |
| 出典: |            |                                                            |

- 太字は2025年のF1世界選手権に参戦中のメーカー。